# キョロちゃん (アニメ)
『キョロちゃん』は、1999年7月1日から2001年3月29日までテレビ東京系列で放送されたテレビアニメ。全91話。字幕放送実施。

## 概要
森永製菓の看板菓子『チョコボール』のマスコットキャラクターであるキョロちゃんを主人公にしたアニメシリーズ。登場するキャラクターはキョロちゃんを除き、商品キャラクターとしては存在せず、すべてアニメ独自のものである。世界設定をキョロちゃんに合わせているために、エンゼルアイランドの住人やゲスト登場キャラクターは一部例外を除いて、鳥をモチーフにしている。製作はグループ・タックが担当した。
内容は子供向けのギャグコメディが主体だが、社会風刺などのブラックユーモアも含まれる。

## あらすじ
探検家でもあるマツゲール博士は、エンゼルアイランドの遺跡の探検中に、生まれたばかりの不思議な鳥を発見する。博士はこの鳥に「キョロ」と名付け、探検の相棒として一緒に世界各地を回ることにした。
それから3年後、博士はキョロちゃんのふるさとであるエンゼルアイランドに船で向かっていた時に、嵐に遭遇し船が難破してしまう。キョロちゃんはエンゼルアイランドにたどり着いたものの、マツゲール博士は行方不明になってしまった。エンゼルアイランドでパチクリ達と友達になったキョロちゃんは、博士の無事を祈りつつ、エンゼルアイランドでの生活を始める。

## 登場人物
キャラクター名は、目やその周辺にまつわる表現が由来となっている（例: キョロちゃん→目をキョロキョロさせる動作から、ミッケン→「眉間」から）。

### 主人公
キョロちゃん
声 - 伊東みやこ
本作の主人公。設定年齢は8歳で、別名「茶色いタマの勇者」。エンゼルアイランドの神殿の中にあったタマゴから生まれた男の子で、幼少期はマツゲール博士と一緒に世界を探検していた。数年後、ある目的のためにエンゼルアイランドに向かうマツゲール博士と共に生まれ故郷を目指すも、途中で嵐に遭遇し、マツゲール博士と離れ離れになってしまった。なんとかエンゼルアイランドに辿り着いた際にパチクリと出会い、やがて島の住人となる。
性格は明るく素直でピュアな心を持つが天然ボケでもあり、本人に悪気はなくともその言動が周囲を混乱させることが多い。グリグリ警部が発したマスカーラに対する暴言（本心とは裏腹の出任せであり、真実ではない）を真に受けたばかりか、マスカーラに暴露し激怒させてしまったことがあるなど、無邪気だが空気が読めないところがある。
同じ子供は勿論のこと、宇宙人や異世界の住人、果ては非生物とまでも友達になれる。一方で、時には冷静で現実的な思考をしたり、シビアなジョークを口にすることも。
主な特徴はくちばしで、ダイヤモンドより硬く、硬度11の素材でできており、木を切り倒してカヌーを作ったり、落ちてきた巨大な岩を真っ二つにしたり、強力なドリルを破壊することも可能。実は本格的に研究すればノーベル物理学賞を狙えるほどの秘密が隠されているらしい。
優れた運動能力と戦闘能力を持つ。マツゲール博士からは「困った時は頭を使え」と教わっていたが、掛け算はわからないなど頭は良くない模様。しかし、ある拍子で左脳がずれた時には超天才キョロちゃんに変わり、知能犯による事件を解決したり、科学論文を大学のメジリッジ博士に送ったりもする。
楽しいことが何より好きで、危険や怪奇現象すらも楽しむことがある（常にというわけではなく、時と場合による）。エンゼルアイランドの住民にとって非常に大きな存在であり、彼がほんの1〜2週間程度島を離れただけで、彼をよく知る住民が皆「キョロちゃん性ストレス症候群」を発症して普段と別人化してしまったほど。
怪盗ギロッシュに憧れており、ギロッシュを真似て、怪盗キョロッシュになることがある。
普段はいい子だが、まれに「悪いキョロちゃん」に豹変して憎めない不良振りを見せることもあった。心の中に4人のキョロちゃんが存在し、初期はその1人が変な発言をしたことがヒントとなって事態の打破に繋がることもあった（このうち1人は後の話では後述のダークキョロちゃんになる）。
パチクリ達が元々は秘密基地として作ったツリーハウスを自宅にしている。元秘密基地だが、物置、テレビの置かれた居間、台所、洗面所、浴室（バスタブはドラム缶風呂）と一通りの部屋は揃っている。1人暮らしであるため、食事も全て自炊している。
午後8時を過ぎると自然に眠くなる体質であり、夜更かしはあまりしない（回によってはしている）。しかし第61話では無理に起きていようとした結果、明け方まで眠れなくなってしまった。
好物はチョコプリン。また、第6話ではチョコボールを食べているシーンがある（巨大蜘蛛に食べられそうになった時は「チョコボールの方が美味しいよ!」と叫んでいた）。嫌いな食べ物はピーマンで、如何なる調理法を以てもピーマンというだけで絶対に口にしようとしない。
自分で考えた架空の言語「キョロキョロ語」を話していたことがあり、その際には別人のように声のトーンが変わっていた。
ダークキョロちゃん
キョロちゃんの心の中に住む4人のキョロちゃんのうちの1人で、キョロちゃんの中にある悪い心が具現化したもの。口が悪く「ワルでダークでカッチョイイ」を自称し、ひょんなことから実体化した際にはエンゼルアイランドでイタズラの限りを尽くした。しかし他の3人に別れを告げられた時には寂しくなってキョロちゃんの中に戻ったり、大泣きするミッケンからもらい泣きしてしまうなど、やはり根本的な部分は本体と変わらない。尚、他の3人は性格、外見共にオリジナルと相違無いが、ミッケンがキョロちゃんの心の中に入った際には2人がキョロッシュとウェイターの姿になっていた。

### キョロちゃんの友人
パチクリ
声 - 本田貴子
エンゼルアイランドに住む男の子で、キョロちゃんの最初の友達。エンゼルアイランドに辿り着いたキョロちゃんが最初に出会った住民で、当初はキョロちゃんを余所者呼ばわりしたり、子分にしようとしたが、そのキョロちゃんに助けられたことで「兄貴」と呼んで慕おうとした（翌週の第2話から通常の接し方になる）。最初は「超ウルトラスーパーイカすパチクリ様」と名乗ったせいでキョロちゃんに「超ウルトラパーでカスのパチクリ様」と呼ばれ、しばらく様付けされていた。
少し生意気な感じのいたずらっ子。直感型の思考を持ち、行動力は高い。見栄っ張りで様々なことに挑戦はするものの、実力が伴わず失敗することが多い。叔父のメグロと一緒に住んでおり、家事全般を取り仕切っている。しかし掃除はサボりがち（メグロもサボっている）。
一人称は「おいら」だったが、後に「俺」に変化。空手好きだが、身体能力はキョロちゃんには全く敵わない。体の色は青。好物はピザ。嫌いなものはしいたけ。
魔神絡みの回では毎度のように魔神の力を乱用しては酷い目に遭っている。
クリン
声 - 上村貴子
パン屋の女の子。おしゃまでかわいらしく、女の子らしい一面を見せることもある反面、時々わがままだったりヒステリックな面を見せることもある。姉のマスカーラが結婚しないことを気にかけている。ナルシストな一面があり、自分の方が姉より可愛いと思っているがモテないことが悩み。
姉にはよく店の手伝いをさせられることから反発することも少なくない。店の手伝いで鍛えられているために腕力は強く、暴走すると誰にも止められない。しかし方向音痴で、配達の手伝いで失敗したりもする。体の色はピンク色。好きなものは姉の作るパンで、特にチョコバナナのクロワッサンサンドが好物。
ボケに走ることはあまり無いが、「イリュージョン」という単語が出た際に久保田早紀の『異邦人』を挙げるという微妙なギャグを言ったことがある（スルーされた）。
ミッケン
声 - 間宮くるみ
常に本、もしくは辞書をタマゴのから状のズボンの中に入れて持ち歩き、趣味は読書とジグソーパズルという物知りな男の子。キョロちゃん達よりも1歳年下。
いつも礼儀正しく敬語を使い、子供としては冷静だが、ピンチに陥ると冷静さを失い泣き出すのが弱点。名前の通り、眉間には常に皺が寄っていて目つきが悪いように見られることもある。
知識レベルは非常に高く、大人でさえも舌を巻く博識。機械にも強く、ラジコンを自作できる他、作中では自動車の開発まで成し遂げている。しかしそれ故に理屈っぽく、素直になれないことが多々ある。また、頭脳も超天才状態の時のキョロちゃんには遥かに及ばない。
よく赤ちゃんに間違えられるのが最大の悩みで、自分の容姿を恨んだこともある。体の色は黄色。

### キョロちゃんと一緒に住んでいる、住んでいたキャラクター
パフー
声 - ???
57話から初登場したキョロちゃんのペット。エンゼルアイランドにしか存在しない珍しい生物で、生物名は「いじけ虫」。その名の通りすぐにいじける性格。キョロちゃんがたまたま訪れた花畑で遭遇し、キョロちゃんを気に入って付いてきた。数日後に帰りたがったため、元の花畑に連れて行って別れるも、結局キョロちゃんの家に戻って来たことでそのまま同居人となった。小柄ながら大食であり、躾がしっかりと行き届いていないためにさまざまなことでキョロちゃんを困らせたりもする。糞はカラフルな丸い玉の形で、一見糞とは解りづらいため、キョロちゃんは最初は手に持って臭いを嗅いでしまった。「パフー」としか鳴けないが、キョロちゃんに意思を伝えることは可能。名前はその鳴き声に由来しているが、名付けられた時は嫌そうな顔をしており、当初は気に入らなかった模様。リンクルにふわふわの綿菓子と間違えて食い付かれたことがある。
マツゲール博士
声 - 納谷六朗
登場キャラクターの中では唯一の人間。キョロちゃんの育ての親でもある。研究者であり、冒険者としての面も持つ。何を研究しているかについては触れられていない。
エンゼルアイランドの秘密を探るために再度、エンゼルアイランドにキョロちゃんと一緒に渡るも嵐で離れ離れになる。その後の消息は不明だったが、実はエンゼルマウンテン内部に入り込んでおり、エンゼルアイランド沈没を阻止するべく調査を続けていた。後にエンゼルマウンテンに乗り込んできたキョロちゃんと再会し、エンゼルアイランドの核であるエンゼルボールの暴走を止めた後は、また世界の冒険に出る。当初はキョロちゃんも一緒に行くのかと思われたが、既にエンゼルアイランドに馴染んでいるキョロちゃんを連れていく気は無く、毎週手紙を書くことと時折遊びに来ることを告げて一人旅立って行った。
エンゼルマウンテンでの再会以後は、ストーリーの最後にその回に起きたことをキョロちゃんが手紙に書き、それを受け取ったマツゲール博士が朗読するという演出がある。キョロちゃんの友達が博士に手紙を書く場合もあったり、ストーリーに登場したキャラクターがマツゲール博士に出会ったり、ニアミスすることもある。また、回によっては逆にマツゲール博士からキョロちゃんに手紙が届くこともある。二話構成になってからは手紙の演出は無くなったが、キョロちゃんの口ぶりでは手紙のやりとりは続いているらしく、自身もまたエンゼルアイランドを訪れることがあった。

### キョロちゃんの友人の家族
メグロ
声 - 水内清光
パチクリの叔父。職業不定。パチクリと2人暮らしだが、家事はすべてパチクリにまかせっきりである。料理は上手いがそれもあまりやらない。その中でもシチューが得意で、パチクリも彼のシチューが大好物である。
自称「詩人」で川柳をたしなみ、自分の書いた俳句を本にして売っていることもあるらしいが、あまり売れていない。
基本的に自由奔放、自適自由な生活をしているために、夕飯のお金を工面することすら困難になる時もある。自由奔放の生活の中にも哲学的思考を基にし、世界を把握しようとしているようにも見られる。そのためか、メグロの描いた絵本には独特な世界観があるが、場合によっては、子供が読むべきではない内容のものも。
一時期、メグロさんブームとして、メグロの服装を真似、メグロのような気の向くままに生活するスタイルが流行ったこともある。パチクリに対して、呼び捨てで呼ぶが、たまにくん付けでよぶこともある。
奔放でズボラな性格だがそれは平穏な日常の中にいるからこそであり、有事には大人として適切な対応をしたり、逆に慌てることもある。
マスカーラ
声 - 金丸日向子
島一番のおいしさを誇るパン屋の店長で、クリンの姉。クリンと2人暮らしをしている。クリンに時折手伝わせつつ、店を一人で切り盛りしている。
エンゼルアイランドでは右に出るものはいないと言われる美女で、アイドル的存在である。そのため、エンゼルアイランドを紹介したコマーシャルにも出演。基本的な性格は優しいが、おっちょこちょいなのが玉にきず。
多重人格の持ち主でもあり、きれい好きな性格ゆえに汚い部屋に5分以上いると「掃除戦士」、自身の怒りゲージが臨界点を超えると「超怒り戦士」に、自動車のハンドルを握ると「スピード戦士」に変身してしまう。どれも普段とは掛け離れた荒々しい性格であり、何かの拍子で気性が荒くなりがち。変身した時のことは覚えていないが、私物などに関する記憶はある。また、本来の人格でもアグレッシブな行動に出たり、クリンを大笑いしたチロリを鬼の形相で睨んだこともある。また、島でも一、二を争うほど大きな声を出せる声量の持ち主である。番組が続くにつれてそう言った裏の顔が多く描写されるようになっていき、それを何度も見ているキョロちゃんに「もうちょっとお淑やかだったらいいんだけど」、「惜しいね」などと言われてしまったこともある。
怪盗ギロッシュの大ファンであり、彼との2ショット写真を大事にしている。自分がピンチに陥った際にいつも颯爽と現れ、救ってくれる彼にぞっこんであり、ぜひともその正体を知りたいという願いを持っている。
一方、ギロッシュの正体ともいうべきグリグリ警部に対しては、もともとは「ちょっぴり頼りないけど、いい方」程度の認識だったのだが、彼が発した自分に対する度重なる暴言（すべて咄嗟の出任せである）をキョロちゃんを通じて耳にした結果、彼に対するイメージはすっかり低下してしまった。それでも彼のことを心底から嫌っているわけではない様子である。
マナジリ
声 - 塩屋浩三
ミッケンの父で、リンクルは母親。ジロリの玩具工場で新型の玩具のデザイナーとして働いている。玩具と子供をこよなく愛す。あまりにもできの良い息子を持つあまり、自分を情けなく思うことがある。ただし、ミッケンには別に軽んじられているということも無く、父として慕われている。
くしゃみが大きい。普段の声は小さめだが、危機を感じた時には雪崩を起こせるくらいに大きな声が出せる。自社製品であるヨーヨーの扱いが上手い。
経営コストの削減のための人員整理でリストラ対象になったことがある。リストラ対象になってはいるが、ヒット商品を数多く開発している。
リンクル
声 - 定岡小百合
ミッケンの祖母で、マナジリの母。
いつもは食べ物に絡んだ会話しかしない、また一緒にいることが多いマクモーとはちぐはぐな会話がほとんど。一方、変な現象が起こっても何でも分かってしまい、異変の核心を言い当てたり、物事の真理を突く発言をすることもある少し不思議な老人。ミッケンがシバシバ化した時もただ一人その正体を即座に見抜いていた。マクモーも読めない古代文字を読むことが出来る。
若い頃は、スタイルは抜群で綺麗な女性であった。また、都会の料理学校に奨学生として入学した経歴も持つ。その時に、ミッケンの祖父に当たる人と結婚している。お菓子会社にCMソングを作って送り、自身で歌い、出演していたこともある。マクモーには当時から片思いされていたが、リンクルは「弟のような大切な友達」と認識しており、今でもその関係を保っている。

### よく登場するキャラクター
グリグリ警部
声 - 森田順平
警察の警部でエンゼルアイランドの警察官の中では一番の能力をもつ。問題が起きたときにはすぐにかけつけるなど頼りがいもあるが、よく失敗もする。怪盗ギロッシュの逮捕に燃えているが、いつも取り逃がしてしまう。それは彼自身がギロッシュだからである。
警察官であるが、一度も制服を着ている姿は出てこない。また、パトカーをラリーに出るために私用に改造し、レースで使ったことがある。34話では分身のパチクリに自分のパトカーに落書きされてしまった。
本人曰く、子供の頃の将来の夢はお巡りさんか大泥棒だった（つまり両方叶っている）。
マスカーラに密かな想いを寄せているが、それを他人に見透かされることを異常なほど恐れており、キョロちゃんに指摘されると全力で否定する。その際本心とは裏腹の暴言をつい連発してしまい、それを真に受けたキョロちゃんが、折悪しくその場に登場したマスカーラに包み隠さず暴露。マスカーラは自分が侮辱されたと勘違いして激怒するというのが定番となっている。
怪盗ギロッシュ
声 - 森田順平
グリグリ警部の裏の顔である怪盗。現在のギロッシュは第128代目。信条にもとづき、基本的にあくどい金持ちからしか物を盗まない。
キョロちゃんの憧れの人物であり、ギロッシュ本人も時々目を掛けている。
行動・言動は怪盗というよりヒーローのそれに近く、時には盗みではなく純粋に人のために行動することもある。
その人気ぶりから映画まで作られる程で、ギロッシュ役の俳優が怪我で降板した際には「体型が似ているから」と、よりによって正体であるグリグリ警部が代役に選ばれてしまった。（本人なので当然だが）演技は本物そのもので撮影は順調に進んだが、撮影完了前に人形を使った自作自演で「撮影中に本物が現れた」状況を作り、映画のフィルムを回収した。
クレジットでは、声優名は「???」とグリグリ警部と分けて表記されているが、90話のクレジットでは「グリグリ警部/怪盗ギロッシュ」と表記。
マクモー
声 - 大竹宏
一人暮らしで、いつもリンクルと散歩や日向ぼっこに行く。優しく物知りで、自動車の運転免許と、バイクの免許を持っている。若い頃は紙芝居屋を営んでいた経験を持つ。
若い頃はリンクルに恋をしていたが、自身の収入難などから告白に踏み切れず、そうしているうちにリンクルが都会の製菓学校に行った後に結婚してしまったため、結局その恋は成就せずに終わった。当時、エンゼルアイランドの耳に「リンクルさんといつまでも仲の良い友達でいられますように」と願った通り、現在でもその関係を維持し続けている（本当はもっと踏み込んだ願いを言うつもりだったが、照れからそれしか言えなかった）。不思議な時計でタイムスリップしてきたキョロちゃんとミッケンに、リンクルに恋文を送るように助言を受けたが、渡す前に進学を打ち明けられ、その恋文はそのまま握り潰して渡すことは無かった。
母親を敬愛し、誕生日（命日）の時には必ず、母親の好きだった花を遺影に飾る。
魔神や銀河特急、赤いパンツなど、エンゼルアイランドを取り巻く超常現象に詳しい。
若い頃に一度だけパフーとは別個体のいじけ虫をエンゼルアイランドの森の中で目撃した事がある。
ドン・ジロリ
声 - 梅津秀行
エンゼルアイランドでは右に出るものがいない大富豪で、エンゼルアイランドの経済を取り仕切る人物。元々の系譜をたどると海賊に繋がり、昔から栄えていた名家だが、ジロリの新婚時代は現在のような大富豪ではなく、結婚式も夫婦二人でこぢんまりしたものだった。ラリーを開催できるほどの広さの私有地を持ち、私有地内には豪邸に入りきらないほどの宝物が隠してある。
肩書きは、おもちゃ会社の社長であるが、実際にはおもちゃ製造だけではなく、多種多様なビジネス事業を展開している。しかし、そのビジネスは時には非道かつ冷酷な手段で展開され、さまざまな人から非難の声があがっている。作中では様々なビジネスに手を出すも、最終的には全て失敗に終わったり大赤字を出すのがお約束である。喫茶店やパン屋を開くこともあるが、いずれもまともな商売はしておらず、最後は閉店に追い込まれている。
あくどい守銭奴として描かれることが大半だが、稀に根は悪人ではないことがうかがえる一面も描かれる。特に「メグロさんブーム」の時には自身もメグロそのものの奔放な人物になってしまった。
妻のメメリッチョのことは愛しているが、頭が上がらないことも多い。その反動からか、高級クラブに通ってもいる。
学生時代は相撲部で、学生横綱に輝いた経歴も持つ。
本作における、主な風刺担当キャラの1人。
メトリ
声 - 橘U子
情報通で、噂好き、流行好きでミーハーなおばさん。自称、主婦の中の主婦。趣味はコスプレで、宇宙ヒーロー、政治家、レースクイーンに変身する。キョロちゃんのことを「キョロ坊」と呼んでいる。自宅には広大な地下室（洞窟）が広がっているなど、謎も多い人物である。ドケチ且つ図々しい性格で、買い物を値切ったりスーパーの試食コーナーを喫茶店代わりにしている。
基本的に彼女に情報が漏れた瞬間に、エンゼルフィールド中にその情報は瞬時に伝わってしまう。しかし、その情報は異常にも誇張されたり、ありもしない情報に変わるために、捏造に近くなることもある。故に迷惑に思われることも多く、「メトリさんの噂をやめさせる会」が結成されたこともある。その際に自分の迷惑さを自覚して噂をやめたが、生活に張りを無くして急に老け込んでしまったため、逆に「メトリさんの噂を復活させる会」に変更された。その甲斐あって元に戻ったものの、迷惑さも復活してしまったため、結局「やめさせる会」も復活した。
スキャンダルが大好きで、常におもしろいネタを探している。キョロちゃん新聞の敏腕編集長として、不正や、政治家の収賄をスクープしたこともある（「火のないところに煙を立て、煙が立ったら油を注ぐ」と自称する通り誇張、捏造込み）。
常に安いものを求め、バーゲンでは敵なしでもある。試食コーナーでウインナー売りのバイトをしていたこともある。
グリグリ警部がマスカーラに気があることを見抜いており、それをひた隠しにしようとする彼の心理を逆手に取って、彼をうまく手玉に取ったことがある。
デメントン
声 - 大川透
エンゼルアイランドの現職の総理（大統領）。スキャンダルが多いが、支持率が高いことが特徴。金と権力には目がなく、数度収賄などで逮捕されている。前職のローガンとは、選挙以外のところでもいろいろと競っており、負けず嫌いな性格である。趣味は尺八。
本作における、主な風刺担当キャラの1人。
ローガン
声 - 塩屋浩三
エンゼルアイランドの前職の総理（大統領）で、副総理。次期総理を狙っている。その狼狽した風貌から温厚にも見えるが、せこい一面がある。背が小さく、秘書に背負われていることが多い。デメントンと同じく、金と権力には目がない。現職のデメントンより年齢は上。遊園地である、エンゼルランドの経営者としての顔も持っている。少年時代から嫌味な性格で、当時はマクモーの紙芝居屋の常連だった。
本作における、主な風刺担当キャラの1人。
メメリッチョ
声 - 水原リン
ドン・ジロリの妻であり、チロリの母親。夫であるジロリを深く愛しており、ジロリの儲け話を常に応援している。浪費癖があり、夫の悪徳商売に加担することもあるが、ジロリ家の中ではまだ良識のある人物である。体型を気にしており、エステやダイエットに取り組んでいる。
チロリ・ジロリ
声 - 志賀克也
ドン・ジロリの息子で御曹司。欲しい物は何でも手に入る上に両親に甘やかされており、周囲の迷惑を考えず悪戯三昧で威張り散らすタイプの悪ガキだが、稀に自身の行いを反省したり、我が儘を言わずキョロちゃん達やお年寄りと楽しく遊んだりと、父親同様根っからの悪人では無い。マスカーラのことが好きで、時々パンを買いに行っている。
コントとタクト
声 - コント - 喜田あゆみ/タクト - 大平泉
チロリの子分。コントは緑色で背が低く生意気な性格で、タクトはピンク色で背が高く、目出し帽を被っており、のんびりとした性格。常に一緒に行動しているが、兄弟ではない。ジロリの商売を手伝うことも多い。エンゼル祭では「コンタクト」というチーム名で参加していた。二人揃って「覚悟しろ。鈴木史朗」というギャグを言ったことがある。
チロリにこき使われることに辟易し、キョロちゃんを子分にしたことがあるが、名前をなかなか覚えてもらえなかった上にただ振り回されるだけで終わった。
タクトは「レンズ」というハンドルネームでクリンと互いのリアルに気付かずメル友になったことがある。互いに見栄を張って嘘ばかり書いていたため、いざ会うことになるとすれ違いを繰り返してしまう。やがてキョロちゃん以外は真相に気付き、当人達も悟るが、敢えて明かすことなくその場を収め、その後も真実を追及することもなくメル友を続けた（パチクリとミッケン曰く「嘘が嘘のままの方が幸せな大人の世界」）。しかしキョロちゃんだけは最後まで気付かなかった。

### その他のキャラクター、ゲストキャラクター
シバシバ
声 - 森田順平
4話にて初登場。エンゼルアイランドに時折出没する怪物。子供を攫い、シバシバに変えてしまうという。初登場時はキョロちゃんに醒めない悪夢を見せ、滅多なことでは動じない彼が衰弱するほど苦しめたが、以降はキョロちゃんと一緒に楽しそうに踊ったり、ミッケンの悩みを自分たちなりの方法で解決したりと、恐れられ忌み嫌われる存在ながらも奇妙な隣人としてキョロちゃんたちに関わっていくことになる。
パチクリのおばあさん
声 - 金丸日向子
4話に登場。故人。パチクリ曰く、子供の頃にシバシバに襲われたらしい。
チビちゃん
声 - 渡辺菜生子
8話に登場。雨の日キョロちゃんに拾われ一時期一緒に暮らしていた芋虫の赤ちゃん。その正体はその涙に触れたものはどんな願いもかなうといわれているナナイロメガネアゲハゲハチョウの幼虫。
フレーム
声 - 石井康嗣
15話、66話のAパートに登場。プラム銀行支店長代理。ダンス好きで、新規契約に取り付ける度に喜びのダンスを踊っている（逆に契約が取れなかった場合は悔しさをダンスで表す）。営業スマイルを絶やさず、巧みな営業トークで顧客を増やしている。しかし本心はかなり怒りっぽく、さらに契約のためなら収賄に加担したり、トラブルすらもイメージアップに利用する計算高い一面も。キョロちゃんに興味を持たれて付きまとわれ、楽しみであるダンスができなくなってしまったせいでストレスが溜まり、銀行強盗に入られた際についに我慢の限界に達して人目も憚らず踊り出してしまう。しかしそれで強盗も一緒になって踊り出し、結果的に強盗の逮捕に繋がり、警察に表彰されたことで銀行のイメージアップに繋がると喜んでいた（強盗の方も歓声を浴びながら満足気に逮捕されていった）。
支店長
声 - 納谷六朗
15話、38話、45話に登場。プラム銀行支店長。
メンタマル
声 - 釘宮理恵
16話、52話、91話のBパートに登場。体は幼い女の子だがオヤジ顔で、しかし声は美少女というアンバランスな容貌の宇宙人で、「メンタマル星」に住んでいるメンタマル星人。なぜかキョロちゃんにしか見えず、プリクラに撮ってもやはり他の人には何も写っていないように見える。父と共に宇宙を旅していたが、円盤を山にぶつけて墜落させてしまったため、父が迎えに来るまでとキョロちゃんと行動を共にする。
喜んだり驚くとおならをする癖があり、おならは花のにおいがする。しかし本人には臭いらしく、逆に一般的な悪臭はいい匂いに感じるらしい。また、マスカーラの店で出されたマフィンやキョロちゃんのココアに不味そうな反応をしたりと、感覚が地球の一般的なものとは正反対である。メンタマル星は大気も汚れきっていて夜空には星も見えないため、父が星を観測するために宇宙に飛び出し、そのまま宇宙の冒険家になってしまったという。汚れた星の住人であるため、綺麗な大気や水は逆に身体に悪く、地球には長期間滞在すると体調を崩してしまう。
後にカンタにも姿が見えることが判明し、友達になるも、当初はその見た目のせいで女の子とは思われていなかった。
ルック
声 - 大塚芳忠
17話、91話のBパートに登場。ジロリの喫茶店「カフェ・ドン・ジロリ」のウェイター。冷静沈着な性格をしており、ウェイターの仕事を完璧にこなす。その仕事ぶりに憧れ、ウェイター（研修?）になったキョロちゃんを指導したものの、当初はまるで仕事ができず、苦労する。後にルックの仕事への情熱を知ったキョロちゃんは特訓の末にウェイターとして急成長を遂げたものの、偶然のトラブルによってキョロちゃんが店内を滅茶苦茶にしてしまったため、ジロリはキョロちゃんを解雇する。しかし師匠である自分の責任だと自身も責任を取って辞職。後日、個人の喫茶店「カフェ・ド・ルック」を開店した。なお、「カフェ・ドン・ジロリ」は料理の量が少ない上に値段が高い店であり、元々ルックの存在で持っていた側面もあったために、ルック辞職後はすぐに潰れた。「キョロちゃんのおまけ」によると、ルックの喫茶店は隠れた名店として通の間で大評判らしく、新しくメニューに入れた焼きたてスコーンとハーブティーのセットメニューも好評との事。また、もう一人ウェイターを増やしたいと語っている。
コック
声 - 納谷六朗
17話に登場。ジロリの喫茶店「カフェ・ドン・ジロリ」のコック。無愛想ではあるが、仕事に情熱を注ぐルックの姿を陰ながら見守っており、そのことをキョロちゃんに教える。
カモカモカモン
21話に登場。万歩計機能を持った鴨型の玩具で、持ち主に追随して移動する。さらに歩数に応じて成長する機能を持ち、育成ゲーム的な側面を持つペットロボットとも言える。たまごっちのように成長後の姿は育て方に応じて変わるらしい。尻にあるリセットボタンを押すと育成のやり直しもできる。ただし、あまり歩かないと夜中にうるさく鳴いたり、髭が生えて動作もおぼつかない「オヤジガモ」になってしまうこともある。
当初は玩具屋で興味を持ったキョロちゃん以外には全く興味を持たれなかったが、テレビで紹介されるや否や一気に人気商品になり、大ブームと化す。玩具屋の行列に抽選券が配られるほど品薄で、パチクリは徹夜で並んで風邪を引いてまで手に入れた。しかし一方で転売、偽物、窃盗などの現実と同じような問題も起こり、最後は「リセットボタンを押して育成をやり直すと、凶暴化して人を突くようになる」という欠陥が見つかったことであっという間にブームは沈静化。ゴミ箱に無造作に捨てられて誰も見向きもしなくなり、パチクリたちも早々に忘れて次のブームに飛び付いていたが、ブームに振り回されないキョロちゃんだけは育て続けていた。
ガオガオガー
カモカモカモンの人気に肖ってジロリが開発させた怪獣型の玩具。万歩計機能に加えてマッサージ機能やライター機能（火力が異常に強い）を備えているが、見た目が全く可愛くないことと、そもそもカモカモカモンの二番煎じに過ぎないことから全く売れなかった。そのため、ジロリの指示を受けたコントとタクトがカモカモカモンとガオガオガーのすり替えを行ったが、ただ事件に発展してガオガオガーが偽物扱いされただけだった。しかし第90話の時点でもまだ生産が続けられていた。
メヤニー
声 - 谷育子
23話、77話のBパート登場。66話のBパートでは、姿のみ登場。幽霊屋敷のような家に住む魔女のような老婆。子供嫌いな意地悪婆さんとして有名だが、かつては冗談好きの楽しい人であったという。息子を亡くして以来、現在のような子供嫌いになってしまい、それから一度も笑ったことが無いらしい。しかしその意地悪な態度に憧れを抱いたキョロちゃんが迷惑も顧みず屋敷に通うようになり、自分を慕うキョロちゃんに徐々に心を開いていく。後にキョロちゃんが息子の代わりに誕生日にヴァイオリンで『きらきら星』を弾き、演奏自体は下手だったもののそれで笑顔を取り戻し、以来、屋敷にも子供たちが訪れるようになったという。しかし後日、キョロちゃんの下手なヴァイオリンを散々聴かされる羽目にもなった。再登場時には偏屈さは変わっていなかったものの、キョロちゃんを助けるために風邪の体を押し、吹雪の中で車を爆走させて探し回る優しさと行動力を見せた。
坊や
声 - 水橋かおり
23話に登場。キョロちゃんが見つけた写真に写っていたメヤニーの子供。ヴァイオリンが大好きでメヤニーの誕生日に「きらきら星を弾いてあげる」と約束していたが、その前に他界してしまった。
すごろく人形
声 - 大川透
27話に登場。キョロちゃんたちが拾った不思議な箱の中の世界に現れた人形。この箱は、止まったマスのイベントをリアルに体感できるリアル人生ゲームをプレイすることができるアイテムであり、サイコロを振ってマスに止まると、この人形が現れてマスのイベント内容を告げる。
しかし実はただ遊ばせていたわけではなく、イベントを体感させることでプレイヤーのコピーを生み出し、そのコピーをオリジナルに成り代わらせて現実のエンゼルアイランドを乗っ取ることを画策している。オリジナルのプレイヤーはコピーを生み出した後に箱の世界に閉じ込めており、キョロちゃんたちがプレイした時には既にアンゼルアイランド中の住民のコピーが生み出されていた。しかしキョロちゃんは壊滅的に運が悪く、「一回休み」にしか止まらなかったためにキョロちゃんのコピーが生み出せなかったことでコピーが揃わず、その隙にキョロちゃんが現実に繋がる箱を開けたことでオリジナルの住民は全員現実に帰還し、箱も消滅した。
ニラミ警視
声 - 塩沢兼人 → 納谷六朗
28話、37話、58話のAパートに登場。怪盗ギロッシュ逮捕のために都会の警視庁から派遣された警視。IQ3000（2000に下がった時がある）で頭脳明晰、宇宙基地のような邸宅に住んでいる御曹司でもあり、目立ちがりやで、プライドが高い。どんな難解な事件も解決してきたが、ギロッシュはキョロちゃんの妨害などを含むさまざまな要因で取り逃している。そろばん検定5級。「-なのね」が口癖。
医者
声 - 塩屋浩三→納谷六朗
病院の医者。
竜巻
エンゼルアイランドの耳から現れた小さな竜巻。意思を持ち、キョロちゃんを乗せて空を飛ぶことができる。キョロちゃんの「空の冒険がしたい」という願いを言った後に現れた。元々はコントとタクトがエンゼルアイランドの耳に願った通り懸賞を当てたことが噂として広まり、「エンゼルアイランドの耳は本当に願い事を叶えてくれる」とブームになっていたが、この竜巻でキョロちゃんの願いも叶ったと評判が広がったことでさらに多くの人々がエンゼルアイランドの耳に殺到することになる。しかしその結果、エンゼルアイランドの耳から大量の竜巻が飛び出し、暴れ回ってしまう。クリンは自分勝手な願いを散々押し付けられたエンゼルアイランドのストレスだと形容し、ミッケンは大勢の人々の息が穴の中で摩擦を起こした結果生まれたものだと推測した。
大量の竜巻はやがて一つに合体して巨大な竜巻を化し、エンゼルアイランドに多大な被害を齎そうとしたが、最後はキョロちゃんの竜巻と互いに打ち消しあうことで消滅した。
カンタ
声 - 矢島晶子
31話、52話、81話のBパート、91話のBパートに登場。冬にキョロちゃんが作った雪だるま。ただの雪だるまだったが、夜中に意志を宿してキョロちゃんの前に現れた。キョロちゃんによって持たせられた葉で作った名刺と、携帯電話を模したにんじんを持ち歩いている。年に一度に開催される秘密の催し「雪だるまつり」に参加したがっているが、着飾るような服を持っていないために半ば諦めていた。しかしキョロちゃんに押されて参加。他の雪だるまに馬鹿にされたが、付けていたマフラーにキョロちゃんの心が込められていることを冬将軍に評価され、雪だるまキングに選ばれた。その後、雪と共に溶けてしまうも、次の冬になったらまた自分を作って再会するようにキョロちゃんに告げた。
後にメンタマルちゃんの再訪と同じタイミングで一日だけキョロちゃんの家に遊びに来た。メンタマルちゃんとは当初は互いの異質さのせいで空気が悪くなることが多く、キョロちゃんの必死のフォローが欠かせなかった。
テンガン
声 - 関俊彦
32話に登場。大型トレーラーでエンゼルアイランドにやってきた薬売り。手品師のような姿で、魔法のような手品を交えたパフォーマンスと良心的な価格で薬を売っている。普通の医薬品のみならず、若返りの薬すらも所持しており、私有地で商売していることに文句を言いに来たジロリをもそれで懐柔してしまった。しかし盗み聞きしていたメトリによって町中に若返りの薬の噂が広まり、人々が殺到する。
その正体は指名手配中の詐欺師であり、若返りの薬も勿論偽物である。正体がばれると、平然と「皆、楽しかったのだからそれで良い」と宣い、追ってきた警察を奇術で欺いて逃走した。
ガン子
声 - こおろぎさとみ
32話に登場。テンガンの腹話術人形で、テンガンは商売中は基本的にガン子を用いて話している。明るい女の子の口調で話すが、テンガンの正体が明らかになった際には住民たちに対して皮肉めいた言葉を放った。
車掌
声 - 茶風林
33話に登場。銀河特急の車掌で、作中では珍しい犬型のキャラクター。銀河特急の乗車資格（死者であること）を持たないキョロちゃんとミッケンの乗車を頑なに断り、2人が駄々をこねるとヤクザのような口調で脅した。その後、キョロちゃん、ミッケン、チロリが勝手に乗車したことに気付き、3人を追い回した。
後に「エンゼルアイラン島」というエンゼルアイランドに似た場所に来てしまったキョロちゃんたちの前に、銀河警察「DIB(DOGS IN BLACK)」が現れ、キョロちゃんたちを逮捕しようとする。このDIBの警察官たちは車掌と同じ外見（色違い）で声も同じだが、車掌との関連性は不明。
お婆さん
声 - 鈴木れい子
33話に登場。銀河特急に乗車していたお婆さん。車掌に追われていたキョロちゃん、ミッケン、チロリを自分の客室に匿い、途中まで銀河の旅を共にした。温厚な性格で、キョロちゃんとミッケンのみならず、チロリにも慕われていた。
銀河特急とは『銀河鉄道の夜』同様に死者の魂を運ぶ幽霊列車であり、銀河の果てにある「星になる駅」を目指して運航している。このお婆さんも故人であり、星になるために銀河特急に乗車している。銀河ステーションにてキョロちゃんたちと別れるが、DIBに追われていたキョロちゃんたちの前に幻として再び現れ、お土産のクッキーを渡して消えていった。その後、夜空にはお婆さんの星らしきハート型の星座が現れた。
卵の男
声 - 大川透
33話に登場。キョロちゃんたちが咄嗟に乗り込んだ列車の中で培養液に浸かっていた人相の悪い男。彼曰く、この世界では生前に悪事を犯した者は死後に星になる資格を失い、「卵になる駅」へと護送され、卵に戻されて人生をやり直させられるという。
プロデューサーK氏
声 - 屋良有作
35話に登場。エンゼルアイランドのコマーシャルビデオのプロデューサー。態度が大きくやたらと威張り散らす上に、意見をコロコロと変える。マスカーラが出演したビデオをダメ出しして刺激的なビデオに撮り直そうとする。
「面白い人」だと思って関心を持ったキョロちゃんの意見を取り入れ、竜巻やギロッシュやシバシバ（全て偽物）を暴れさせ、挙句には噴火や地震の頻発までアピールした、悲惨極まりないビデオになってしまうが、本人は「視聴者は他人の不幸を求めている」と意見を曲げなかった。翌日、皆からの指摘で考えを改めたキョロちゃんに代案を出されるも、それを「面白ければ何をやってもいい」と一蹴したことで愛想を尽かしたキョロちゃんの反撃を喰らい、自身が爆薬や竜巻に巻き込まれてしまう。それでも今度はその様子を「危険だらけのエンゼルアイランドから危機一髪で脱出した男」としてコマーシャルに利用しようとしたが採用されるはずもなく、部長にヒマラヤへと左遷されてしまった。一ヶ月後にはマツゲール博士が訪れた山小屋の管理人になっており、皮肉にも自分がダメ出ししたコマーシャルを見て「（エンゼルアイランドは）いい所だった」「もう一度行きたい」と泣く羽目になった。「-ワケ」が口癖。
ディレクター
声 - 大川透
35話、68話のAパート、76話のAパートに登場。エンゼルアイランドのコマーシャルビデオの撮影に来ていた。マスカーラ出演のビデオを多少指摘しつつ称賛していたが、K氏が口を挟んだことで偽のギロッシュの役をやらされる。後に映画やドラマの監督としてもエンゼルアイランドに再訪する。二度目の登場以後は「-ってばさー」が口癖になっていた。
タナカ
声 - 堀本等
36話、84話のBパートに登場。キョロちゃんの家のテレビから出て来た、棒人間をモチーフにした中年男性。家族は、妻、息子、娘の4人家族で、ペットの犬がいる。タナカさんが住んでいる世界はパラレルワールドとも言いがたい、まったく別次元の世界である。また、その世界に住むものの名はすべてタナカさんであり、男女ともに容姿はあまり変わらない。何より好きなものはお笑いであり、関西人譲りの笑いセンスを持っている。それがきっかけで、仕事を退職して、お笑い芸人になろうとしたことがある。
タナカ妻
声 - 神代知衣
36話に登場。タナカさんの妻。
タナカ娘
声 - 野田順子
36話に登場。タナカさんの娘。
タナカ息子
声 - 真殿光昭
36話に登場。タナカさんの息子。
タナカ犬
声 - 間宮くるみ
36話に登場。タナカさんの犬。
体操のお兄さん
声 - 志賀克也
36話に登場。キョロちゃんがテレビを見ていた時に写っていた体操のお兄さん。
三つ子パパ
声 - 柏倉つとむ
39話、65話のAパートに登場。三つ子のシングルファーザー。非常にせっかちな性格で、三つ子の世話に熱心に取り組むあまりにドジも多いが、三つ子への愛情は本物。
初登場時はキョロちゃんをプロのベビーシッターと勘違いして子供たちを預けてしまい、後に勘違いと発覚すると仕事を切り上げてキョロちゃんのもとへ駆けつけたが、しっかりと子守りをしてくれたキョロちゃんたちに安堵の表情を浮かべていた。後にかなり大柄な女性と再婚する。
ミーちゃん
声 - 笹本優子
39話、65話のAパートに登場。長女。服の色はピンク。いたずら好きな性格。66話Bパートでは、姿のみ登場。
ツーちゃん
声 - 金丸日向子
39話、65話のAパートに登場。次女。服の色は黄色。怖がりな性格。66話Bパートでは、姿のみ登場。
ゴーちゃん
声 - 倉田雅世
39話、65話のAパートに登場。長男。服の色は緑。泣き虫な性格。66話Bパートでは、姿のみ登場。
ギョロメ
声 - 江原正士
45話、49話、58話、60話、66話のAパートに登場。犯罪組織ガングロ団のボスであり、いたずらから凶悪犯罪まであらゆる悪事を行う悪党。各地で銀行強盗を働いた後、次にエンゼルアイランドのプラム銀行を狙ったものの、セキュリティが頑強であったため、左脳のズレで天才化していたキョロちゃんを利用しようと目論む。パチクリたちを人質に取ってキョロちゃんに銀行のシステムへのハッキングを強要したが、キョロちゃんがハッキングと同時に暗号化したメールで警察に通報を行っていたため、駆け付けたグリグリ警部に逮捕された。しかしその後も脱獄と逮捕を繰り返している。甘党であり、チョコレートケーキに釣られて逮捕されたこともある。
「犯罪のデパート」と称されるほどの悪人ではあるが、子供時代は「キョロちゃんのおまけ」によると、元々は普通の専業主婦の母と普通のサラリーマンの父を持ち、姉と妹一人ずつに囲まれたごく普通の家庭で育った内気な少年だった。しかし「悪いことをするのが楽しいから」というだけの理由で犯罪の道に走ったとのこと。
ガングロ団手下
声 - 竹若拓磨
45話に登場。プラム銀行の事件で逮捕されて以降はギョロメ一人でしか出てこないため、彼らの出番はない。
I-31号
声 - 後藤敦
46話、88話のAパートに登場。宇宙から来たロボットで、最初に出会ったキョロちゃんと親しげに接する。その正体は地球侵略を目論む悪のロボットである。好意的なロボットを装って現地住民に取り入り、ある日突然本性を表して住民を拘束し、奴隷として惑星ごと本星に引き渡すのが目的らしい。しかし大量殺戮兵器を自負するレーザーに威力が無かったり、飛行モードは少し浮くだけだったり、無自覚に高笑いしたりと性能には微妙さが目立つ（ただ、一度キレてキョロちゃんと互角の激闘を繰り広げている）。キョロちゃんからは、名前が変という理由から、あいちゃんと呼ばれている。
キョロちゃんを地球侵略に利用するつもりだったが、どんどん変な方向に流れていき、徐々に自身の任務について疑問を抱くようになっていく。やがてジロリの一言が切っ掛けで自分が母星で「出来損ない」呼ばわりされていたことと、エンゼルアイランドに来たのも廃棄処分されたためだったことを思い出して消沈する（侵略ロボットなのは確かだが、本ばかり読んでいたらしい）。しかしキョロちゃん、パチクリ、メグロに自分が「心」を持っていることを知らされ、自分の進む道を見出し、絵本を読むロボットとして面白い物語を読み聞かせて子供達を喜ばせるべく、世界各地の図書館を旅して回っている。
「キョロちゃんのおまけ」によると、その後は飛び出す絵本『ロボットあいちゃんと秘密の洞窟』を出版しベストセラーとなり、時のロボットとなっている。
後にエンゼルアイランドを再訪し、暴れていたY-13号を（本を読んで習得した）合気道で倒してキョロちゃんたちの危機を救う。その際に悪のプログラムが壊れたY-13号を弟子にした。
マユちゃん
声 - 田中理恵
48話、84話のAパートに登場。一般公募によって生まれた女の子のキャラクターで、エンゼルアイランドに引越ししてきたという設定。頭にバンダナをいつも巻いている。エンゼルアイランド一の美少女と言われ、ファンは数多い。多少わがままな性格が玉にきずでもあり、妄想癖気味でもある。「マユ、- かもー!」が口癖。最初に出会ったキョロちゃんと遊んでいるうちに彼女に一目惚れしたパチクリ、ミッケン、チロリたちが外で騒いでいたが、そこにクリンが現れ、パチクリたちの態度にキレて暴れまわったため、逆切れして家に閉じこもってしまった（当のクリンは正気に戻り、恥ずかしさのあまり逃げ出した）。
引っ越し初日に前述のような険悪なムードになったものの、いつしかキョロちゃんたちの友達になっていた。占いを信じてキョロちゃんと一度付き合っていたが、それはマユちゃんの一方的な思い込みであった。しかし今度は「友達」としてまた付き合い始めた。
マユのパパ
声 - 大川透
48話に登場。前述のマユちゃんの父。キョロちゃん曰く「笑っていても、怒っていても、顔が怖い」ほどの強面。それが原因で、パチクリやミッケンなどがマユちゃんに会いたいと思っても、決心がつかなかった。ただし、娘のマユからはその顔が好きであると言われている。クッキーやお菓子作りの腕はなかなか。
ハゲ田チビ丸
声 - 松尾佳子
51話に登場。人間の少年のようなデザインの人形で、キョロちゃんが街中で拾ったおもちゃ。名前の由来は色が剥げていて、キョロちゃんより小さいから。「-でしゅ」という語尾で話す。この世界では4年に一度6月の満月の夜にはおもちゃに命が与えられることになっており、丁度キョロちゃんが拾った日がその日だったために夜中に動き出した。材質は塩化ビニール。
元々はチロリの持ち物であり、「大宇宙メガロポリス第7宇宙ステーションの警察署長」という設定で、他のおもちゃたちの安全と平和を守っているつもりだったが、古くなったために捨てられていた。一時はそれを思い出して沈むが、キョロちゃんの励ましで立ち直り、ライオンから仲間たちを守った。元のおもちゃに戻った後は（捨てたことを意識していなかった）チロリに部屋に戻されたが、なぜか翌朝にはキョロちゃんに家にあった。話を聞いた皆は、全てはキョロちゃんの夢で、チビ丸は一歩も動いていなかったと言ったが、その手には夜中にキョロちゃんが渡したチョコレートが握られていた。
ライオン
声 - 大川透
51話に登場。おもちゃ屋で売られていたライオンのぬいぐるみ。キョロちゃんたちに変な顔と言われる。狂暴な性格で、チロリの部屋の支配権を賭けて宇宙キングに挑み、あっさり負かしてしまう。しかしくすぐりが弱点であり、チビ丸にそれを突かれて逃走した。
怪獣
声 - 塩屋浩三
51話に登場。チロリの持っているおもちゃの一つで、おもちゃたちのまとめ役的存在。
宇宙キング
声 - 青山穣
51話に登場。チロリが母に強請って買ってもらったおもちゃ。顔が髑髏のロボットであり、「超ウルトラスーパー合金」なる素材で出来ている上に再現映像も流せる最新型コンピューターも搭載されている（ただし、作中で見せた計算力は19+1が解ける程度で、しかも一瞬答えを21と表示しかけている）。チロリの一番のお気に入りであることを笠に威張り散らしているが、実は臆病者で喧嘩も弱く、ライオン襲撃時には容易く倒されてしまった。
オモチャ
声 - 大平泉
51話に登場。
看護婦
声 - 定岡小百合
54話に登場。病院の看護婦。
悪玉菌のボス（耐性菌）
声 - 梁田清之
54話に登場。パチクリが毒キノコを触った手で生焼けの肉を食べたり、生水を飲んだりしたせいで体内に入り込んだ悪玉菌のボス。パチクリの体内で暴れ、食中毒による激しい腹痛を引き起こしていた。好きなスポーツはプロレスで、暴れるのが趣味。しかし本当は涙脆い寂しがり屋らしい。この性格をキョロちゃんに話してしまったせいで抗体に弱点を突かれて敗北。消滅はせず、抗体の子分として体内に残っている模様。
戦士a、b、c（ホスホマイシン）
声 - 南央美、竹若拓磨、大平泉
54話に登場。薬の投与によってパチクリの体内に現れた抗生物質の戦士たち。悪玉菌の排除のために戦っていたが、抵抗力が強いために苦戦していた。
体内のパチクリ
声 - 本田貴子
54話に登場。悪玉菌に対して生み出された抗体で、パチクリと同じ外見をしている。しかしまだボスには敵わず、キョロちゃんが弱点を聞き出したことでようやく勝利した。後日、パチクリがただの食べ過ぎで腹痛を起こした時は呆れて昼寝をしていた。
赤いパンツ
55話に登場。風に乗って飛んできた縞模様の赤いパンツ。一見するとただの派手なパンツだが、実は100年に一度現れる「呪いの赤いパンツ」であり、意志を持って自身を無理矢理履かせようと動く（対象は男の子のみ）。履いた者は『赤い靴』の話のごとく踊り続け、最後はエネルギーを吸い取られて醒めない眠りに就いてしまい、赤いパンツを倒さない限り目覚めることは無い。
パチクリやコント、タクトなど何人もの男の子に取り憑いて眠りに落としていったが、キョロちゃんだけは彼の踊りと歌（「キョロちゃんでしゅ」のダンスと「ブンツクガマガマ アオアオアオ」のフレーズ）が魔力を抑えていたためにエネルギーを吸い取りきることができず、キョロちゃんが池に飛び込んだ際に伸びて脱げてしまい、逃亡を図ったもののキョロちゃんに食い付かれ、毛糸に解ける形で倒された。
ポール
声 - 折笠愛
56話に登場。世界一の大金持ちと称される富豪のお坊っちゃま。足を悪くしており、養生のためにエンゼルアイランドに滞在していた。プライドが高い上に、屋敷の窮屈な生活のせいで心を閉ざしており、島の子供たちにも辛辣な言葉をぶつける。しかし全くお構い無しに友達になろうとするキョロちゃんに振り回されるうち、徐々に心を開いていく。最終的にキョロちゃんを追い出そうとしたじいやたちを止めようとした際に歩けるようになり、キョロちゃんと友情の証である貝殻を分け合って島を去った。
じいや
声 - 高瀬右光
56話に登場。ポールのお世話役。ポールを父の後継ぎに相応しく育てようと教育を施しているが、それが却ってポールの心を閉ざす原因になっている。
付き人A
声 - 志賀克也
56話に登場。
付き人B
声 - 竹若拓磨
56話に登場。
男の子
声 - 大竹宏
59話のBパートに登場。幼少期のマクモー。
女の子
声 - 定岡小百合
59話のBパートに登場。幼少期のリンクル。
買売員
声 - 梅津秀行
60話のBパートに登場。
マッコイ
声 - 長島雄一
62話のBパートに登場。ペットスクールの鬼教官。今まで躾て躾られなかったペットはいないと自負するが、キョロちゃんが来るまでかれこれ1365日も入学希望者が現れなかった上、躾の内容も胡散臭い。パフーがどこでも糞をするため、その躾のために訪れたキョロちゃんに指導をした。しかし成果が表れた兆しはあったものの、結局キョロちゃんとパフーは指導で使った超巨大ハンバーガーを勝手に食べたことで満足して帰ってしまい、有耶無耶に終わった。その後はいつかパフーをしつけてみせると自主トレーニングを始める。なお、パフーの糞については全く治っておらず、帰ってからまたキョロちゃんを激怒させた。
キョロ爺さん
声 - 青野武
67話のBパートに登場。唐突にキョロちゃんの家に現れ、キョロちゃんの爺さんを名乗った老人。本名は「ゴッホッホデピカピカソビッチ」だが、キョロちゃん曰く「僕のお爺さんだからキョロ爺さん」ということでそう呼ばれる。絵本を書くのが得意で、キョロちゃんの語る物語を延々と絵本にさせられた。実はエンゼルアイランドに観光に来た絵本作家であり、当然キョロちゃんとの血縁関係は無い。スランプに悩まされており、エンゼルアイランドの海岸で楽しそうに絵を描くキョロちゃんに何かを感じ取ったことで訪ねて来たというのが真相である。キョロちゃんと過ごしたことでスランプを脱し、絵本『キョロとパフーの大ぼうけん』を出版した。しかし直後にまたスランプに陥り、再びキョロちゃんの家を訪れるも、そのせいでまた絵本を書かされてしまった。目玉焼きが好物。
セールスウーマン / キララ
声 - 三石琴乃
70話のAパート、76話のAパートに登場。セールスウーマン（キャッチセールス）のバイトをしている美女。道行く人を誘い、言葉巧みにがらくたを高額で売り付けていた。しかしその姿もメイクと変装によるもので、素顔は目が非常に小さく、ノーメイクでは美人とは程遠い。キョロちゃんに「目が点々のお姉さん」と呼ばれる。ジロリ親子から大金を巻き上げたが、キョロちゃんに関わってしまったことで散々振り回された挙句に大赤字を叩き出してしまい、すっぴんのまま逃走した。
後にメイクと付け目によって再び変装し、女優デビュー。人気ドラマ『エンゼル・ラブ』のヒロイン「キララ」役として撮影のために再びエンゼルアイランドを訪れるも、よりによって素顔を知っているキョロちゃんの家がロケ地に選ばれてしまう。キョロちゃんの存在のせいで演技に集中できず、遂には素顔がバレてしまい、失踪した（そのため、ドラマはキララが病死するという展開に変更されたが、後任のヒロインはいまいちらしい）。その後は特撮ドラマの悪役を務めていることが示唆される。キララはあくまで役名で本名は不明だが、撮影中以外でも普段からキララと呼ばれていた。
マクモーの母
声 - 田畑ゆり
70話のBパートに登場。マクモーの母。
チバシリ
声 - 納谷六朗
72話のAパート、74話のAパート、79話のBパートに登場。新しく町にやってきた郵便配達員。有名なマラソン選手でもあり、足の速さはキョロちゃんを超える上に水上走行すら可能。コンマ1秒の単位まで時間に厳しく、例え足を捻挫しようとも走ることをやめようとしないほど。マラソン大会を自身への信頼を証明する機会と考え、捻挫の激痛があるにも拘わらず参加し、見事に優勝。後日、信頼に応えたチバシリのため、足が治るまで島民たちによって「ゆっくり待とう週間」が定められた。
飛行機が好きであり、キョロちゃんたちが人力飛行機の開発に挑戦した際には陰ながら見守っていた。ミッケンの改良でキョロちゃん一人ではペダルが漕げなくなると、自身も同乗して二人分の力で飛行機を飛ばすことに成功した。しかし飛行機から部品が外れていることに気付かないまま飛び続け、その後どうなったのかは不明のまま話が終わった。
雷の父親
声 - 宇垣秀成
72話のBパートに登場。雷雲の上に住む昔ながらの雷様。しかし最近の子供は考え方が現実的になったせいで、自分たちを信じなくなってしまったために荒れている。怒る度にわざわざ用意したちゃぶ台をひっくり返す。キョロちゃんが打った野球ボールを攻撃と勘違いし、反撃に出るも悉くダメージが無く、挙句は雲に上がってきたキョロちゃんに宇宙人と間違われてしまう。その場を宇宙人のフリをして誤魔化したことで、これからは宇宙人として生きていくことを決めた。
雷の子供
声 - 柳沢真由美
72話のBパートに登場。昔気質の父と違ってリアリストで、父の考え方を古いと指摘している。
こんぶ
声 - 納谷六朗
75話のBパートに登場。不思議なおでん屋で煮込まれていた具材たちの長。
だいこん
声 - 大川透
75話のBパートに登場。
はんぺん
声 - 大平泉
75話のBパートに登場。
がんも
声 - 金丸日向子
75話のBパートに登場。
ガイコツ船長
声 - 安井邦彦
77話のAパートに登場。
ガイコツのお兄さん
声 - 塩屋浩三
77話のAパートに登場。
アイザック
声 - 志賀克也
76話のAパートに登場。人気ドラマ『エンゼル・ラブ』の主人公役の男優。アイザックは役名で、本名は不明。Bパートでは、キララ降板後の『エンゼル・ラブ』が1シーン映り、新ヒロインに「キララさんのことが忘れられないのね」と問い詰められている。
タナカ司会者
声 - 水内清光
84話のBパートに登場。
タナカ回答者
声 - 竹若拓磨
84話のBパートに登場。
タナカ歌手
声 - 城雅子
84話のBパートに登場。
Y-13号
声 - 後藤敦
88話のAパートに登場。I-31号とは別の侵略ロボットでI-31号のことは「そんな名前の出来損ないのロボットが居た」と知っていた。地球侵略に来たものの、やはりキョロちゃんたちに流され、売り言葉に買い言葉で自らお笑いの道を歩んでしまい、途中で思い直してキョロちゃんたちに襲い掛かるも、戻ってきたI-31号の合気道に敗北する。その際に悪のプログラムを制御するコンピューターがショートしてしまったため、I-31号に弟子入りを志願して共に去って行った。
チビシバシバ
声 - 定岡小百合
88話のBパートに登場。
ソプラノ
声 - 栗原正己
91話のAパートに登場。栗コーダーカルテットの栗原正己が作中のキャラクターになったもの。
川さん
声 - 川口義之
91話のAパートに登場。栗コーダーカルテットの川口義之が作中のキャラクターになったもの。
けんちゃん
声 - 近藤研二
91話のAパートに登場。栗コーダーカルテットの近藤研二が作中のキャラクターになったもの。
おおづつ
声 - 関島岳郎
91話のAパートに登場。栗コーダーカルテットの関島岳郎が作中のキャラクターになったもの。
天の声
声 - 納谷六朗
本作のナレーター。本編や「キョロちゃんのおまけ」の語りを担当する。通常は「よいこのみなさん」に語りかける形で子供向けのナレーションを行うが、時折子供向けらしからぬ毒も混ぜる。普段はその声は視聴者以外には聞こえないが、一度だけキョロちゃんに聞かれて会話を交わしてしまったことがある（本人曰く、マイクのスイッチを切り忘れていたとのこと）。
いさこ
声 - さねよしいさ子
円と線で描かれた俗に言う「棒人間」。主に番組冒頭の視聴上の注意や次回予告でナレーションとして登場しており、くだけた口調でお喋りするのが特徴だが、時折現実的でシニカルな発言を交える。27話以降のEDも担当している。なお視聴上の注意や次回予告ともにクレヨンで描かれている。次回予告の最後は「良かったら観てね。観て下さい。観やがれー!ま、いっか。じゃね〜」の決まり文句で締めていたが、二話構成になってからは「これからもどうぞよろしく」に変わった。最終話では本編の締めを飾った。

#### 魔神
それぞれ、その回で重要な役目を果たす。なお、エンゼルアイランドの地下にも魔神に似たデザインの遺跡がある。マクモー曰く「良い子の願い事を叶えてくれる。悪い子がお願いするとどうなるか」ということから大抵、パチクリがひどい目にあう。
時間の魔神
時間を司る魔神。6話にて登場。使用者の記憶を維持したまま時間を巻き戻すことができる（いわゆる、タイムリープ）。マスカーラに頼まれたおつかいを頼まれたパチクリだが、チロリたちと遊んでいるうちに遅れ、その間に代わりにおつかいを済ませたクリンがリンクルからご褒美を貰っていたため、「あの時、チロリたちに付き合わなければ」と後悔。時間の魔神によってやり直すも、結果が違うだけで望み通りにはならず、再びやり直したが、結局望み通りにはならなかった。
変身の魔神
変身を司る魔神。14話にて登場。3日間の間、その魔人に自身の望むものに変身できる。
キョロちゃんは「魔法使いのおじいさん」、パチクリは「怪獣、映画スター、スーパーヒーロー」のどれになるか悩んでいたが、魔人が煙で囲み、キョロちゃんが「魔法使いの」を付け忘れて「おじいさんになりたい」と言ってしまったため、2人一緒に「ただのおじいさん」に変身してしまった。一度事故で壊れてしまうが、変身から3日目の丁度の時刻に再生し、期限通りにキョロちゃんとパチクリを元の姿に戻した。
ナンモカンモ
声 - 伊藤みやこ、本田貴子
キョロちゃんとパチクリが2人一緒に変身した老人の姿。チロリ、クリン、マスカーラと出会った際に、その名前を呼んだことからマスカーラに超能力者と思われてしまい、パチクリの悪知恵により上記の名前を名乗り、チロリに以前、自分に罪を被せたことをマスカーラの前で暴露した。やがて有名人になってしまい、しかし魔神が壊れて元に戻れず途方に暮れたが、最終的には元に戻った。メグロだけはその正体を見抜いていた素振りを見せている。
分身の魔神
分身を司る魔神。34話にて登場。マクモーの遠い先祖が子供の頃、畑仕事と父の看病を同時にこなすために分身を作ってもらったらしい。当初は魔神を警戒していたパチクリだが、掃除をサボって遊園地に行くために、分身を生み出して掃除を任せ、自分が遊びに行くことにした。しかし分身のパチクリが勝手に更なる分身を増やして好き放題に振舞い始めたため、いつの間にかエンゼルアイランド中がパニックになってしまった。その事態を収めるためにキョロちゃんも自分の分身を大量に生み出し、大量のパチクリと大量のキョロちゃんが追跡劇を繰り広げる事態になった。途中、魔神は海に落とされてしまうが、大量のキョロちゃんたちの尽力で回収され、無事にパチクリとキョロちゃんたちは元に戻った。しかし、分身のパチクリのいたずらのせいでパチクリは島中から追われる羽目になった。
なお、魔神は最後は海に落ちて流れて行ったのだが、マツゲール博士が拾ってつい使ってしまい、キョロちゃんの手紙が届いた頃には分身たちが暴れて収拾がつかなくなっていた。
真実の魔神
声 - 塩屋浩三
真実を司る魔神。83話のAパートに登場。1人につき3つだけあらゆる質問に真実を以て答える。しかし質問の大小は問わないので、財宝の隠し場所などでも答えてくれる一方で、何気なく口にした疑問すらも1つ分としてカウントしてしまう。例えばこれを前にしてうっかり「これ、本物なのか?」と呟いてしまうと、「私は本物の魔神だ」と答えられ、1つ分の質問を無駄にしてしまう。

## エンゼルアイランド

### 地理
キョロちゃんたちが住む、地球上にあるとされている架空の島であり、特徴は島の中央部に位置するアーモンド状の火山である、エンゼルマウンテン。標高は3333mで、エンゼルアイランドの観光名所になっている。この島は火山活動が活発で過去にも大規模な地殻変動を繰り返しており、地震がたびたび発生する。
周囲には多数の島が存在する。その他にミカエルアイランドという島があり、エンゼルアイランドからは船で34日と6時間45分かかる。
エンゼルフィールドという市街地があり、街道沿いに集落が形成されている。物語は主にここを中心に展開される。その他にフラミンゴシティーという都市が存在する。島の人口は1万人に満たない。
岬の石柱には「エンゼルアイランドの耳」と呼ばれる穴が空いており、ここに願い事を言えば叶うという言い伝えがあるが、ほとんどの住民は迷信と思っているため、実際に願い事を言いに来る者はほぼいない。
エンゼルマウンテンの内部には別世界のような空間が広がっている。理由は不明だが、エンゼルマウンテン内部にいたマツゲール博士の周囲だけが時間の流れが異なっており、外の世界で半年の月日が流れたにも拘らず、博士の体感時間は僅か三日だったというウラシマ現象が起きている。

### 政治・司法制度
総理（大統領）は有権者の直接の投票によって選ばれている。ただし、ここ最近はデメントンとローガンが交互に総理と副総理に就任しているために、政治の停滞を招き、民主主義本来の目的がなされていない。また、エンゼルアイランドの大統領は裁判官も兼ねているので、三権分立が明確に規定されておらず、司法権の独立が果たされていない。検察官は副総理、弁護士は警察官（グリグリ警部）が兼務している。
子供にも選挙権が与えられている。しかし、実際に選挙の本当の意味がわかっている子供はミッケンくらいしかいない。
裁判体制は陪審員制度を採用している。
基本的に治安は良いが、知能犯による組織犯罪がおこったりするなど、必ずしも犯罪が起こらないというわけではない。

### 経済
エンゼルアイランドの経済はジロリ家の資本によって成り立っている。
通貨は「ダー」。レートは日本円と同じで、1ダーは1円にそのまま当てはめることが出来る。

### 受験・大学など
受験戦争は存在しないが、受験自体は存在する。また、ミカエルアイランドには大学が存在する。

### 交通機関
船とバス、車以外の有効な交通手段は描かれていない。また、飛行場は存在しないが、郵便物を近隣の島まで船で輸送し、そこにある飛行場より全世界へ空輸することは可能である。

### 風俗
リコーダーが盛んであり、年に1度「リコーダー祭」が開かれる。また、高級クラブが存在する。

### 言語
作中に登場する文字は記号のような独自の文字だが、時によっては普通の英語や日本語の表記も登場する。

## スタッフ
- 企画 - 岩田圭介（テレビ東京）、白川隆三・勝股英夫（SPE・ビジュアルワークス）
- 原案 - 森永製菓（※ノンクレジット）
- シリーズ構成 - 影山由美
- キャラクターデザイン - 高倉静香
- 美術監督 - 柴山恵理子
- 色彩設計 - 新垣純子
- 編集 - 古川雅士
- 音楽 - 栗コーダーカルテット
- アニメーションプロデューサー - 川人憲治郎
- プロデューサー - 東不可止（テレビ東京）、杉山豊→梅下博文→加藤久（NAS）、鎌形英一（SPE・ビジュアルワークス）
- 監督 - 本郷みつる、錦織博（※57話から）
- 音響制作 - SPE・ビジュアルワークス
- 音楽監督 - 児玉隆、原田扶美子
- アフレコ演出 - 菊田浩巳
- 録音 - はたしょうじ
- 効果 - 森川永子
- 大道具デザイン - 高倉佳彦
- 小道具デザイン - 藤澤亜希子
- キョロちゃん愛護委員会 - 小野隆　佐藤勝則　佐藤学　佐藤光絵　庄子信夫　宮川英親　大谷珠代　増田高美
- アニメーション制作 - グループ・タック
- 製作 - テレビ東京、NAS、SPE・ビジュアルワークス

## 主題歌
第1期OP・EDは歌詞テロップなし、第2期OP・EDは歌詞テロップあり。

### オープニングテーマ
「ハレーションサマー」（1話 - 26話）
作詞・作曲 - つんく / 編曲 - 前嶋康明 / 歌 - ココナッツ娘。
「キョロちゃんでしゅ」（27話 - 91話）
作詞 - 横山準、茶々 / 作曲 - 作曲研究所、近田春夫 / 編曲 - 近田春夫 / 歌 - 茶々
『チョコボール』CMとのタイアップ曲。1987年に近田が作曲した『チョコボール』のCMソングにAメロとBメロを追加しアレンジしたもので、曲の終盤は横山作詞のオリジナルのCMソングになっている。近田は本曲の作曲にあたりスモーキー・ロビンソン&ザ・ミラクルズの「ショップ・アラウンド」を参考にしている。

### エンディングテーマ
「通学路」（1話 - 26話）
作詞・歌 - Whiteberry / 作曲 - 恩田快人 / 編曲 - 坂井紀雄、恩田快人
ED映像は石田卓也によるクレイアニメ。後にフジテレビ系のバラエティ番組『めちゃ×2イケてるッ!』でも10代目エンディングテーマとして使用された。
「キョロちゃん絵かき歌」（27話 - 91話）
作詞 - ほんごうみつる / 作曲 - 栗原正己 / 編曲 - 栗原正己、近藤研二 / 歌 - さねよしいさ子
TVサイズでは1番のキョロちゃんのみ使用されているが、2番はミッケン、3番はシバシバの絵描き歌となっている。

### オリジナル・サウンドトラック
「キョロちゃん」オリジナル・サウンドトラック
1999年10月21日発売; SPE・ビジュアルワークス
1. ハレーションサマー
2. SUBTITLE
3. エンゼルアイランドのテーマ
4. キョロちゃんのテーマ
5. キョロちゃんマーチ
6. キョロちゃんブルー
7. 愉快な仲間
8. 愉快な仲間
9. グリグリ警部
10. 怪盗ギロッシュ
11. たくらみ
12. キョロちゃんレゲエ
13. キョロちゃんレゲエ
14. キョロちゃんレゲエ
15. EYE CATCH
16. キョロちゃんとミッケンくんのRAP
17. EYE CATCH 2
18. 総理な人たち
19. 悪のテーマ
20. おとぎばなし
21. シバシバ
22. ああ悲惨
23. 勘違い
24. エンゼルフィールドはお祭り騒ぎ
25. エンゼルフィールドはお祭り騒ぎ
26. マツゲール博士
27. マクモーじいさんとリンクルばあさん
28. 愉快な仲間
29. CLOSING
30. 通学路

## 各話リスト
56話までは30分1話、57話以降は15分2本立て。サブタイトルはさねよしいさ子が読み上げる。作品中に森永のお菓子が登場したこともあった。
最終回である、第91話の「フエフエ音楽会」では、栗コーダーカルテットのメンバーがゲスト出演。メンバーを鳥に見立てたキャラクターにリコーダーを吹かせる形でも出演している。
| 話数 | サブタイトル                 | 脚本     | 絵コンテ     | 演出         | 作画監督         | 放送日        |
| ---- | ---------------------------- | -------- | ------------ | ------------ | ---------------- | ------------- |
| 1    | キョロちゃん誕生!            | 影山由美 | 本郷みつる   | 本郷みつる   | 高倉静香         | 1999年 7月1日 |
| 2    | 総理なお仕事                 | 影山由美 | しぎのあきら | 岡崎ゆきお   | 森中正春         | 7月8日        |
| 3    | 警部グリグリ                 | 影山由美 | 山崎たかし   | 久城りおん   | 大坪幸麿         | 7月15日       |
| 4    | ひとりぼっちの夜             | 影山由美 | 三條なみみ   | 小林智樹     | 山本美也         | 7月22日       |
| 5    | 小さな冒険者たち             | 堀井明子 | 津田真一     | 森脇真琴     | なかじまちゅうじ | 7月29日       |
| 6    | 時間よ、もどれ!              | 島田満   | 志村錠児     | 矢野篤       | 東出太           | 8月5日        |
| 7    | 怪盗ギロッシュ登場           | 影山由美 | 三條なみみ   | 井之川慎太郎 | 高倉静香         | 8月12日       |
| 8    | キョロちゃんママになる       | 島田満   | 奥田誠治     | 太田博光     | 尾鷲英俊         | 8月19日       |
| 9    | 踊れ!エンゼル祭              | 吉田玲子 | 岡崎ゆきお   | 岡崎ゆきお   | 森中正春 林一哉  | 8月26日       |
| 10   | パン屋さん戦争               | 影山由美 | 三條なみみ   | 岡嶋国敏     | 大坪幸麿         | 9月2日        |
| 11   | メトリさんが通る             | 吉田玲子 | しぎのあきら | 小林智樹     | 山本美也         | 9月9日        |
| 12   | 怪盗ギロッシュSOS!           | 島田満   | 津田真一     | 湖山禎崇     | なかじまちゅうじ | 9月16日       |
| 13   | メグロさんの静かな一日       | 吉田玲子 | 本郷みつる   | 井之川慎太郎 | 高倉静香         | 9月23日       |
| 14   | 変身!超キョロちゃん          | 島田満   | 奥田誠治     | 太田博光     | 尾鷲英俊         | 9月30日       |
| 15   | 銀行へいこう                 | 影山由美 | 三條なみみ   | 高田耕一     | 諏訪昌夫         | 10月7日       |
| 16   | 宇宙人さん、いらっしゃい     | 影山由美 | しぎのあきら | 小林智樹     | 山本美也         | 10月14日      |
| 17   | はたらくキョロちゃん         | 吉田玲子 | 志村錠児     | 志村錠児     | 六崎光幸         | 10月21日      |
| 18   | グリグリ愛してる             | 島田満   | 津田真一     | 森脇真琴     | なかじまちゅうじ | 10月28日      |
| 19   | キョロちゃん毛がはえる       | 吉田玲子 | 三條なみみ   | 太田博光     | 尾鷲英俊         | 11月4日       |
| 20   | 闇夜に蠢く                   | 影山由美 | 三條なみみ   | 矢野篤       | 高倉静香         | 11月11日      |
| 21   | カモカモカモン!              | 吉田玲子 | しぎのあきら | 高田耕一     | 諏訪昌夫         | 11月18日      |
| 22   | キョロちゃん新聞             | 島田満   | 志村錠児     | 志村錠児     | 六崎光幸         | 11月25日      |
| 23   | きらきら星の涙               | 島田満   | 津田真一     | 森脇真琴     | なかじまちゅうじ | 12月2日       |
| 24   | 奥さまは太っ腹               | 吉田玲子 | しぎのあきら | 小林智樹     | 山本美也         | 12月9日       |
| 25   | 故郷がなくなる日             | 影山由美 | 三條なみみ   | 太田博光     | 尾鷲英俊         | 12月16日      |
| 26   | バイバイ!キョロちゃん        | 影山由美 | 小林常夫     | 矢野篤       | 高倉静香         | 12月23日      |
| 27   | 初夢ジャンボゲーム           | 影山由美 | 志村錠児     | 志村錠児     | 六崎光幸         | 2000年 1月6日 |
| 28   | ニラミ警視あらわる           | 桶谷顕   | 太田博光     | 矢野篤       | 諏訪昌夫         | 1月13日       |
| 29   | 竜巻と遊ぼう                 | 桶谷顕   | 三條なみみ   | 小林智樹     | 山本美也         | 1月20日       |
| 30   | キョロちゃんカゼをひく       | 島田満   | 津田真一     | 森脇真琴     | なかじまちゅうじ | 1月27日       |
| 31   | 冬の雪だるまつり             | 島田満   | 太田博光     | 太田博光     | 尾鷲英俊         | 2月3日        |
| 32   | 楽しい怪しい薬屋さん         | 影山由美 | 矢野篤       | 矢野篤       | 山本美也         | 2月10日       |
| 33   | 銀河特急でGO!                | 小林常夫 | 小林常夫     | 志村錠児     | 六崎光幸         | 2月17日       |
| 34   | キョロちゃんがいっぱい       | 島田満   | しぎのあきら | 矢野篤       | 林一哉           | 2月24日       |
| 35   | ようこそエンゼルアイランドへ | 桶谷顕   | 津田真一     | 森脇真琴     | なかじまちゅうじ | 3月2日        |
| 36   | となりのタナカさん           | 影山由美 | 三條なみみ   | 小林智樹     | 山本美也         | 3月9日        |
| 37   | 怪盗ギロッシュ大結婚!?       | 島田満   | 太田博光     | 太田博光     | 末吉裕一郎       | 3月16日       |
| 38   | ミッケン君の憂鬱             | 影山由美 | 志村錠児     | 志村錠児     | 六崎光幸         | 3月23日       |
| 39   | キョロちゃんVS三つ子ちゃん   | 吉田玲子 | 三條なみみ   | 京田知己     | 高倉静香         | 3月30日       |
| 40   | クリンちゃんの素敵な誕生日   | 島田満   | 津田真一     | 森脇真琴     | なかじまちゅうじ | 4月6日        |
| 41   | キョロカーを作ろう           | 桶谷顕   | しぎのあきら | 誌村宏明     | 諏訪昌夫         | 4月13日       |
| 42   | 走れ!キョロカー              | 桶谷顕   | 太田博光     | 太田博光     | 尾鷲英俊         | 4月20日       |
| 43   | またまたシバシバ             | 影山由美 | 三條なみみ   | 小林智樹     | 山本美也         | 4月27日       |
| 44   | キョロちゃん子分になる       | 影山由美 | 志村錠児     | 志村錠児     | 六崎光幸         | 5月4日        |
| 45   | 発明王キョロちゃん           | 小林常夫 | 津田真一     | 森脇真琴     | なかじまちゅうじ | 5月11日       |
| 46   | 侵略ロボットI-31号           | 影山由美 | 本郷みつる   | 本郷みつる   | 高倉静香         | 5月18日       |
| 47   | 燃えよ!パチクリ              | 桶谷顕   | 太田博光     | 太田博光     | 尾鷲英俊         | 5月25日       |
| 48   | 好き好き♥マユちゃん          | 影山由美 | しぎのあきら | 誌村宏明     | 諏訪昌夫         | 6月1日        |
| 49   | 怪盗キョロッシュ登場         | 島田満   | 志村錠児     | 志村錠児     | 六崎光幸         | 6月8日        |
| 50   | みんな、メグロさん           | 吉田玲子 | 三條なみみ   | 小林智樹     | 山本美也         | 6月15日       |
| 51   | ハゲ田チビ丸                 | 島田満   | 津田真一     | 太田博光     | なかじまちゅうじ | 6月22日       |
| 52   | ドッキリ!お客さま            | 影山由美 | 成田歳法     | 成田歳法     | 林一哉           | 6月29日       |
| 53   | ぱたぱたキョロちゃん         | 吉田玲子 | 志村錠児     | 志村錠児     | 六崎光幸         | 7月6日        |
| 54   | おなかの中の宇宙戦争         | 桶谷顕   | 太田博光     | 太田博光     | 尾鷲英俊         | 7月13日       |
| 55   | キョロちゃんが止まらない     | 影山由美 | しぎのあきら | 誌村宏明     | 諏訪昌夫         | 7月20日       |
| 56   | お坊ちゃまがやって来た       | 島田満   | 津田真一     | 太田博光     | なかじまちゅうじ | 7月27日       |
| 57   | パフーと暮らそう             | 吉田玲子 | 三條なみみ   | 小林智樹     | 山本美也         | 8月3日        |
| 57   | パジャマ・パーティー         | 影山由美 | 三條なみみ   | 小林智樹     | 山本美也         | 8月3日        |
| 58   | 塀の中のキョロちゃん         | 桶谷顕   | 太田博光     | 太田博光     | 尾鷲英俊         | 8月10日       |
| 58   | キョロキョロ語講座           | 桶谷顕   | 太田博光     | 太田博光     | 尾鷲英俊         | 8月10日       |
| 59   | キョロちゃん便               | 吉田玲子 | 志村錠児     | 志村錠児     | 六崎光幸         | 8月17日       |
| 59   | お月様のしずく               | 影山由美 | 志村錠児     | 志村錠児     | 六崎光幸         | 8月17日       |
| 60   | ギョロメと遊ぼう             | 島田満   | 三條なみみ   | 樫山聡之     | 林一哉           | 8月24日       |
| 60   | ミッケン君の逡巡             | 影山由美 | 錦織博       | 誌村宏明     | 高倉静香         | 8月24日       |
| 61   | ダークキョロちゃん           | 影山由美 | 津田真一     | 太田博光     | なかじまちゅうじ | 8月31日       |
| 61   | キョロちゃんの眠れナイト     | 島田満   | 津田真一     | 太田博光     | なかじまちゅうじ | 8月31日       |
| 62   | キョロちゃん舞台に立つ       | 吉田玲子 | しぎのあきら | 誌村宏明     | 諏訪昌夫         | 9月7日        |
| 62   | 鬼教官マッコイ               | 吉田玲子 | しぎのあきら | 誌村宏明     | 諏訪昌夫         | 9月7日        |
| 63   | 人気爆発!?パン屋さん         | 影山由美 | 太田博光     | 太田博光     | 尾鷲英俊         | 9月14日       |
| 63   | うっかり裁判                 | 桶谷顕   | 本郷みつる   | 太田博光     | 尾鷲英俊         | 9月14日       |
| 64   | パフーの家をつくろう         | 桶谷顕   | 志村錠児     | 志村錠児     | 六崎光幸         | 9月21日       |
| 64   | でかキョロちゃん             | 影山由美 | 志村錠児     | 志村錠児     | 六崎光幸         | 9月21日       |
| 65   | 結婚式は大騒ぎ               | 吉田玲子 | 三條なみみ   | 小林智樹     | 山本美也         | 9月28日       |
| 65   | 最高の宝物                   | 影山由美 | 三條なみみ   | 小林智樹     | 山本美也         | 9月28日       |
| 66   | ギョロメ百面相               | 島田満   | 津田真一     | 太田博光     | なかじまちゅうじ | 10月5日       |
| 66   | キョロちゃん歯が抜ける       | 島田満   | 津田真一     | 太田博光     | なかじまちゅうじ | 10月5日       |
| 67   | ラッキー!ラッキー!           | 影山由美 | 成田歳法     | 山元秀代     | 林桂子           | 10月12日      |
| 67   | キョロ爺さん                 | 吉田玲子 | 三條なみみ   | 樫山聡之     | 林一哉           | 10月12日      |
| 68   | ギロッシュVSグリグリ         | 影山由美 | 太田博光     | 太田博光     | 尾鷲英俊         | 10月19日      |
| 68   | 試食王メトリ                 | 吉田玲子 | 太田博光     | 太田博光     | 尾鷲英俊         | 10月19日      |
| 69   | キョロちゃんタマゴになる     | 桶谷顕   | 志村錠児     | 志村錠児     | 六崎光幸         | 10月26日      |
| 69   | クリンちゃんのメル友         | 桶谷顕   | 志村錠児     | 志村錠児     | 六崎光幸         | 10月26日      |
| 70   | 回るセールスウーマン         | 影山由美 | しぎのあきら | 樫山聡之     | 諏訪昌夫         | 11月2日       |
| 70   | 怪盗キョロッシュ大かつやく   | 島田満   | しぎのあきら | 樫山聡之     | 諏訪昌夫         | 11月2日       |
| 71   | キョロちゃん、決闘する       | 吉田玲子 | 津田真一     | 太田博光     | なかじまちゅうじ | 11月9日       |
| 71   | 小さな紙芝居屋さん           | 影山由美 | 津田真一     | 太田博光     | なかじまちゅうじ | 11月9日       |
| 72   | チバシリさん走る             | 桶谷顕   | 三條なみみ   | 小林智樹     | 山本美也         | 11月16日      |
| 72   | 悩めるカミナリ親子           | 桶谷顕   | 三條なみみ   | 小林智樹     | 山本美也         | 11月16日      |
| 73   | キョロちゃんの億万長者       | 島田満   | 太田博光     | 太田博光     | 尾鷲英俊         | 11月23日      |
| 73   | 想いでのレコード             | 影山由美 | 太田博光     | 太田博光     | 尾鷲英俊         | 11月23日      |
| 74   | 天翔るチバシリさん           | 桶谷顕   | 志村錠児     | 志村錠児     | 六崎光幸         | 11月30日      |
| 74   | キョロちゃん夢をみる         | 吉田玲子 | 志村錠児     | 志村錠児     | 六崎光幸         | 11月30日      |
| 75   | かきかきお絵かき             | 影山由美 | 義野利幸     | 京田知己     | 林一哉           | 12月7日       |
| 75   | シミシミになろう             | 桶谷顕   | 義野利幸     | 平田豊       | 林一哉           | 12月7日       |
| 76   | 昼メロの女王                 | 影山由美 | 津田真一     | 太田博光     | なかじまちゅうじ | 12月14日      |
| 76   | 嗚呼!ドケチの星              | 島田満   | 津田真一     | 太田博光     | なかじまちゅうじ | 12月14日      |
| 77   | 恐怖のゆうれい船             | 吉田玲子 | 太田博光     | 太田博光     | 尾鷲英俊         | 12月21日      |
| 77   | 雪の日のひまわり             | 島田満   | 太田博光     | 太田博光     | 尾鷲英俊         | 12月21日      |
| 78   | キョロちゃんオニになる       | 影山由美 | 義野利幸     | 平田豊       | 諏訪昌夫         | 12月28日      |
| 78   | キョロちゃんがいない日       | 影山由美 | 義野利幸     | 平田豊       | 諏訪昌夫         | 12月28日      |
| 79   | 戦え!キョロレンジャー        | 吉田玲子 | 義野利幸     | 小林智樹     | 山本美也         | 2001年 1月4日 |
| 79   | 元気ムキムキ                 | 影山由美 | 義野利幸     | 小林智樹     | 山本美也         | 2001年 1月4日 |
| 80   | ミッケン君の彷徨             | 影山由美 | 青山弘       | 志村錠児     | 高田三郎         | 1月11日       |
| 80   | パチクリ忍法帖               | 桶谷顕   | 青山弘       | 志村錠児     | 高田三郎         | 1月11日       |
| 81   | テレビ!テレビ!               | 影山由美 | 津田真一     | 太田博光     | なかじまちゅうじ | 1月18日       |
| 81   | 雪だるまのお買物             | 島田満   | 津田真一     | 太田博光     | なかじまちゅうじ | 1月18日       |
| 82   | 冷蔵庫の秘密                 | 桶谷顕   | 浜津守       | 矢野篤       | 林一哉           | 1月25日       |
| 82   | パフーとパフパフ             | 影山由美 | 浜津守       | 矢野篤       | 林一哉           | 1月25日       |
| 83   | 真実の魔神                   | 島田満   | 太田博光     | 太田博光     | 尾鷲英俊         | 2月1日        |
| 83   | キョロちゃん、弟になる       | 吉田玲子 | 太田博光     | 太田博光     | 尾鷲英俊         | 2月1日        |
| 84   | らぶらぶ♥キョロちゃん        | 島田満   | 義野利幸     | 平田豊       | 諏訪昌夫         | 2月8日        |
| 84   | となりのタナカさん2          | 影山由美 | 義野利幸     | 平田豊       | 諏訪昌夫         | 2月8日        |
| 85   | ニョキ棒で遊ぼう             | 桶谷顕   | 小林智樹     | 小林智樹     | 山本美也         | 2月15日       |
| 85   | パチクリぢゃ                 | 影山由美 | 小林智樹     | 小林智樹     | 山本美也         | 2月15日       |
| 86   | 恋文（ラブレター）           | 影山由美 | 志村錠児     | 志村錠児     | 高田三郎         | 2月22日       |
| 86   | すごい!マナジリさん          | 吉田玲子 | 志村錠児     | 志村錠児     | 高田三郎         | 2月22日       |
| 87   | むかしむかし                 | 影山由美 | 津田真一     | 太田博光     | なかじまちゅうじ | 3月1日        |
| 87   | 怪盗ギロッシュ最期の日       | 島田満   | 津田真一     | 太田博光     | なかじまちゅうじ | 3月1日        |
| 88   | I-31号リターンズ             | 影山由美 | 浜津守       | 大西景介     | 諏訪昌夫         | 3月8日        |
| 88   | ちっちゃいシバシバ           | 影山由美 | 浜津守       | 大西景介     | 諏訪昌夫         | 3月8日        |
| 89   | 誰かがわたしを愛してる       | 島田満   | 太田博光     | 太田博光     | 尾鷲英俊         | 3月15日       |
| 89   | ハーブティーの気持ち         | 影山由美 | 太田博光     | 太田博光     | 尾鷲英俊         | 3月15日       |
| 90   | くっついたジロリ             | 吉田玲子 | 義野利幸     | 平田豊       | 山本美也         | 3月22日       |
| 90   | エンゼルアイランド売ります   | 影山由美 | 義野利幸     | 平田豊       | 山本美也         | 3月22日       |
| 91   | フエフエ音楽会               | 関島岳郎 | 本郷みつる   | 本郷みつる   | 高倉静香         | 3月29日       |
| 91   | 不思議なカバン               | 影山由美 | 本郷みつる   | 本郷みつる   | 林一哉           | 3月29日       |

## 放送局
| 放送期間                     | 放送時間           | 放送局             | 対象地域         | 備考           |
| ---------------------------- | ------------------ | ------------------ | ---------------- | -------------- |
| 1999年7月1日 - 2001年3月29日 | 木曜 18:00 - 18:30 | テレビ東京         | 関東広域圏       | 製作局         |
|                              |                    | テレビ北海道       | 北海道           |                |
|                              |                    | テレビ愛知         | 愛知県           |                |
|                              |                    | テレビ大阪         | 大阪府           |                |
|                              |                    | テレビせとうち     | 岡山県・香川県   |                |
|                              |                    | TVQ九州放送        | 福岡県           |                |
| 不明                         | 土曜 5:30 - 6:00   | 山形テレビ         | 山形県           | テレビ朝日系列 |
|                              | 土曜 6:00 - 6:30   | 長野放送           | 長野県           | フジテレビ系列 |
|                              | 火曜15:55-16:25    | 琉球放送           | 沖縄県           | TBS系列        |
|                              | 火曜 18:30 - 19:00 | 岐阜放送           | 岐阜県           | 独立局         |
| 日本全域                     | 平日 不明          | キッズステーション | CS専門チャンネル |                |
|                              |                    | ディズニーXD       | CS専門チャンネル |                |

## 映像ソフト
いずれもSPE・ビジュアルワークスまたはSME・ビジュアルワークス（DVD-BOXはアニプレックス）からの発売。
ビデオシリーズ
VHS。第1話から第56話まで収録。全14巻で各巻4話収録。
ビデオ新シリーズ
VHS。第57話から第91話まで収録。全9巻で各巻4話収録。最終巻のみ3話収録。
おもしろセレクション
VHS / DVD。傑作選。各巻3話収録で全4巻。4巻をセットにしたBOXも発売された。
DVD-BOX
2003年09月10日発売。完全初回限定生産。DVD16枚組で全話収録。
2020年代現在、Blu-rayは発売されていない。

## 玩具
全てタカラにて、発売。
- キョロちゃん なわとび
- キョロちゃん ホイッスル
- キョロちゃんぬいぐるみ（L）
- キョロちゃんぬいぐるみ（M）
- ぬいぐるみ（S）シリーズ
- お食事キョロちゃん
- キョロちゃんエッグ
- キョロちゃんエッグ ゴールド限定版
- ちょこまかキョロちゃん全3種
- ごきげんキョロちゃん
- じゃんけんポン
- じゃんけんポンミニ
- おしゃべりキョロちゃん
- キョロちゃんフレンド
- いそいでキョロちゃんのぼレース
- おすべりキョロちゃんランド
- プルプルキョロちゃん
- ダンシングキョロちゃん
- キョロちゃんバスケットゲーム
- ステップダンスキョロちゃん
- マスカーラさんのつくってパン屋さん
- キョロちゃん人形セットAパン屋さん戦争
- キョロちゃん人形セットB怪盗ギロッシュ登場

## 漫画版
アニメ化にともない、小学館別冊コロコロコミックSpecialにおいて、「フシギなフシギなおかしキャラ キョロちゃんクエッ!」という題名で鈴木伸彦による漫画が1999年8月号から2000年12月号まで連載された。単行本は全1巻。全8話。
アニメ版のストーリー踏襲しつつも独自にアレンジされたギャグコメディの内容となっている。
単行本
- フシギなフシギなおかしキャラ キョロちゃんクエッ!（漫画：鈴木伸彦 小学館 てんとう虫コミックス）
  - 2001年2月25日 初版第1刷発行 ISBN 4-09-142821-5